# Henri Guisol
Henri Guisol (* 12. Oktober 1904 in Aix-en-Provence; † 11. Mai 1994 in Saint-Raphaël), auch Henry Guisol, war ein französischer Schauspieler, der insbesondere durch Produktionen der Genre Whodunit und Film noir bekannt wurde.

## Leben und Karriere
Nach seinem Schauspielstudium am Konservatorium von Toulouse zog Henri Guisol nach Paris, wo er Ende der 1920er Jahre seine Theaterkarriere begann, die ihn über einen Zeitraum von 50 Jahren von Charles Dullin zu Patrice Chéreau führte.
Er gab sein Filmdebüt 1931 bei Jean Renoir in Die Hündin als Kellner Amedée. Auf seinen Max Perez neben Danielle Darrieux in Henri Decoins Le domino vert (1933) folgt 1935 eine weitere Arbeit von Renoir in Das Verbrechen des Herrn Lange. In Marc Allégrets Noël-Coward-Adaption Les amants terribles (1936) und neben Lilian Harvey in Les gais lurons (1936) festige er seine Karriere mit großen Nebenrollen in bedeutenden Werken wie Marcel Carnés Ein sonderbarer Fall (Drole de drame) und Unterhaltungsfilmen wie Drei Walzer. Auch Hauptrollen in Madame et le mort (1943) spielt Guisol während des Zweiten Weltkriegs. Im Nachkriegskino folgten Hauptrollen unter anderem in Tierce à coeur (1947) und Ces dames aux chapeaux verts (1949). In den 1950er Jahren auf das Unterhaltungskino abonniert, spielen er und Gaby Morlay die Hauptrollen in André Hunebelles Junge Rosen im Wind (1957). Als Vertreter von Papas Kino bleibt sein Abbé Faria in Claude Autant-Laras Der Graf von Monte Christo 1961 seine letzte Kinorolle. Guisol zum Fernsehen, wo er großen Erfolg als Maxence in der Familiensaga Mauregard hat. Erst 1976 kehrt er mit einer Nebenrolle in La situation est grave... mais pas désespérée zum Kino zurück und beendet seine Karriere 1980 mit der Miniserie La fortune des Rougon.

## Filmografie (Auswahl)
- 1961: Der Graf von Monte Christo (Le comte de Monte Cristo)